# Ernst Sorge

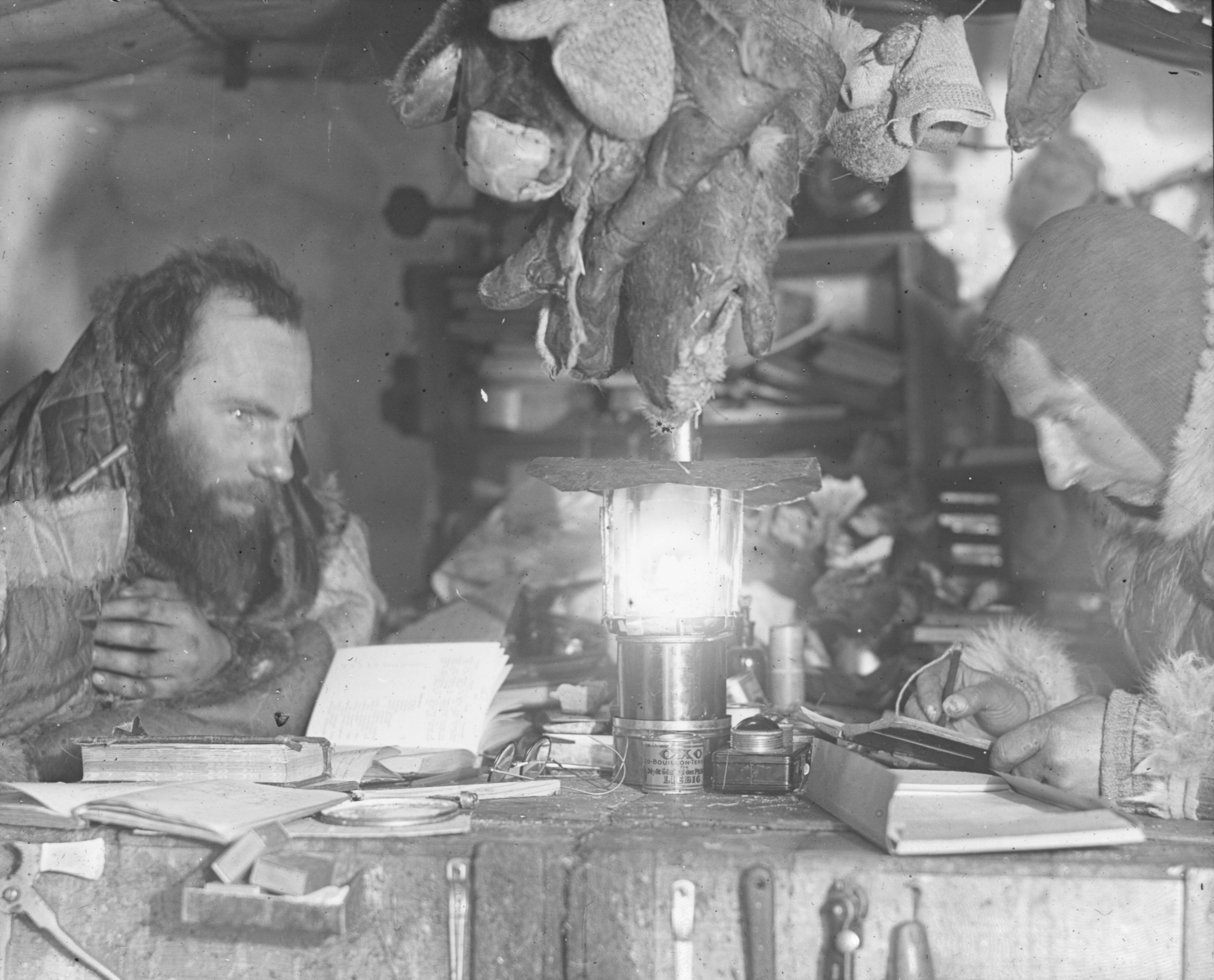
Ernst Sorge (links) mit Johannes Georgi in der Station Eismitte

Ernst Sorge (* 25. Februar 1899 in Vieselbach; † 28. April 1946 in Arnstadt, Thüringen) war ein deutscher Glaziologe, Polarforscher und Geowissenschaftler. Besonders mit seinen Gletscherbeobachtungen in der grönländischen Station Eismitte leistete er einen wichtigen Beitrag für die Glaziologie.

## Leben
Ernst Sorge kam 1899 als Sohn des Ingenieurs Otto Sorge und seiner Frau Toni Sorge, geborene Pieper, auf die Welt. 1917 bestand er die Reifeprüfung nach dem Besuch des Realgymnasiums Berlin-Schmargendorf. Anschließend nahm er am Ersten Weltkrieg teil. 1919–1923 studierte er in Berlin Mathematik, Physik und Philosophie und schloss das Studium mit dem Staatsexamen ab. 1920 unternahm er eine Reise nach Island und begann, sich alpinistisch zu betätigen. 1926 legte er eine Zusatzprüfung in Erdkunde ab, die es ihm ermöglichte, 1927 als Geografielehrer und Studienrat in den Berliner Schuldienst einzutreten. Unter anderem war er an der reformpädagogischen Versuchsschule Schulfarm Insel Scharfenberg im Tegeler See in Berlin tätig. Für seine Dissertation Die Trockengrenze in Südamerika, die er 1929 bei Albrecht Penck abschloss, beschäftigte er sich eingehend mit geografischen Themen.
Sorge wurde von Alfred Wegener, dem Entdecker der Kontinentaldrift, gebeten, als Glaziologe an der von ihm ausgerichteten Expedition nach Grönland teilzunehmen. Gemeinsam mit Fritz Loewe und Johannes Georgi beteiligte er sich 1929 an der Vorexpedition und 1930–1931 an der Hauptexpedition.
Sorge überwinterte in Eismitte, der zentralen Station auf dem Grönlandeisschild, gemeinsam mit den beiden Meteorologen Fritz Loewe und Johannes Georgi, dem Leiter der Station. Durch die schwierigen Wetterverhältnisse im Sommer und Herbst 1930 war die Station nur mit dem absoluten Minimum ausgerüstet. Die Lebensmittel reichten knapp für die Überwinterung von drei Personen. Als Unterkunft diente eine in den Firn gegrabene Höhle.  Unter diesen äußerst harten Bedingungen grub Sorge im Winter 1930–1931 einen 16 Meter tiefen Schacht, um die ersten Dichte- und Temperaturprofilmessungen im Grönländischen Inlandeis durchzuführen. Die Bedeutung dieser Pionierleistung der Glaziologie wurde erst Jahrzehnte später erkannt, als Profilmessungen für die Erforschung von Klimaveränderungen wichtig wurden.
Sorge bestimmte im Sommer 1931 mit seismischen Verfahren die Eisdicke auf 2.600 Meter. Diese Technik, bei der die Laufzeit von mit Explosionen erzeugten und am Grund des Gletschers reflektierten seismischen Wellen gemessen wird, erprobte er mit Loewe bereits im Jahr 1929.
1932 waren Sorge und Loewe wissenschaftliche Berater der Universal-Dr.-Fanck-Grönlandexpedition, die zum Ziel hatte, wichtige Aufnahmen für den Film SOS Eisberg zu drehen. Dieses Unternehmen musste als wissenschaftliche Expedition deklariert werden, da nur Expeditionen die Bewilligung für einen Aufenthalt in Grönland erhielten. Neben der deutschen und englischen Version des Films wurde parallel im Auftrag von Carl Laemmle von Universal Pictures die Grönlandposse Nordpol – Ahoi! gedreht, bei der Sorge das Kamerateam unterstützte. Dabei konnte er seine filmischen Kenntnisse vertiefen, obwohl er laut seinen eigenen Angaben seinen Hauptbeitrag zur Entstehung der Parodie mit Kistenschleppen leistete. Sorge nutzte die Filmexpedition auch für eigene Forschungsaktivitäten. Er unternahm mit einem Klepper-Faltboot Fahrten in den Karratfjord, um den kalbenden Rink-Gletscher beobachten zu können. Es gelang ihm erstmals den kalbenden Karajak-Gletscher in einem Tonfilm festzuhalten. Diese eindrücklichen Filmaufnahmen sind in der Eingangssequenz des Spielfilms zu sehen und wurden im Schulfilm Entstehung von Eisbergen an der Küste Grönlands verwendet. Sorge führte aus dem Faltboot auch Tiefenlotungen mit einer eigens dafür konstruierten Winde durch. Ein Faltboot war bereits bei der Expedition 1929 zur Erkundung der grönländischen Fjorde eingesetzt worden. Sorges Erlebnisbericht in Buchform Mit Flugzeug, Faltboot und Filmkamera in den Eisfjorden Grönlands wurde auch ins Englische übersetzt.
1935 leitete Sorge eine privat finanzierte Forschungsfahrt nach Spitzbergen, bei der er mit seiner Frau Gerda und dem Bergsteiger Oskar Lutz ähnliche Messungen wie in Grönland durchführte.
Sorge wurde im Zweiten Weltkrieg von den Briten in Norwegen gefangen genommen und 1945 aus der Kriegsgefangenschaft entlassen. Danach arbeitete er kurze Zeit in Arnstadt als Lehrer. Durch die Entnazifizierung verlor er diese Stelle und lebte mit seiner Familie vom Verkauf von Spielzeug. Sorge verstarb im April 1946 an Tuberkulose und hinterließ neben seiner Frau Gerda vier Kinder. Ihm zu Ehren trägt Sorge Island in der Antarktis seinen Namen.

## Sorges Gesetz
Ernst Sorge formulierte 1935 ein Gesetz, nach dem die Dichte des Schnees in hochpolaren Gletschern in einer bestimmten Tiefe konstant bleibt, wenn die Bedingungen des Schneezutrags zeitlich konstant bleiben.

## Sonstiges
Ernst Sorge wird unter den Kameraleuten der Olympia Filme von Leni Riefenstahl aufgeführt.

## Werke

### Bücher, Buchbeiträge und Artikel
- Ernst Sorge: Die Trockengrenze Südamerikas. Inaugural-Dissertation. E. Ebering, Berlin 1930.
- Ernst Sorge: Kapitel in: Alfred Wegener: Mit Motorboot und Schlitten in Grönland. Velhagen & Klasing, Bielefeld 1930.
- Ernst Sorge: Mit Flugzeug, Faltboot und Filmkamera in den Eisfjorden Grönlands. Ein Bericht über die Universal-Dr.-Fanck-Grönlandexpedition. Drei Masken, Berlin 1933. (Digitalisat)
- Ernst Sorge: Die Arktis. In: Nord- und Mittelamerika – die Arktis. Natur, Kultur und Wirtschaft. Akademische Verlagsgesellschaft Athenaion, Potsdam 1933.
- Bernhard Brockamp, Ernst Sorge und Kurt Wölcken: Seismik. In: Wissenschaftliche Ergebnisse der Deutschen Grönland Expedition Alfred Wegener 1929 und 1930–1931. Band 2, F. A. Brockhaus, Leipzig 1933.
- Ernst Sorge: Der weiße Tod. In: Männer sehen dem Tod ins Gesicht. Tatsachenberichte. Hrsg. von Victor Witte. Drei Masken Verlag, Berlin 1935, S. 61–82.

### Film
- Ernst Sorge: German Greenland Expedition Led by Alfred Wegener 1930–1931. 1. Teil: Überfahrt nach Grönland und Erreichung des Aufstiegsgletschers, 2. Teil: Hinaufschaffen der Ausrüstung auf das Inlandeis, erste Fahrten mit Motor- und Hundeschlitten. 3. Teil: Von der Errichtung der Station Eismitte bis zum Ende der Expedition. RWU Berlin. 1931–1932.
- Ernst Sorge und Walter Riml: Entstehung von Eisbergen an der Küste Grönlands. RWU Berlin, 1934.